# North Lanarkshire
North Lanarkshire är en av Skottlands kommuner. North Lanarkshire gränsar mot Glasgow, Falkirk, East Dunbartonshire och South Lanarkshire. Kommunen täcker delar av de traditionella grevskapen Lanarkshire, Dunbartonshire och Stirlingshire.

## Orter
- Airdrie
- Coatbridge
- Cumbernauld
- Kilsyth
- Motherwell
- Wishaw